# Ornipressina

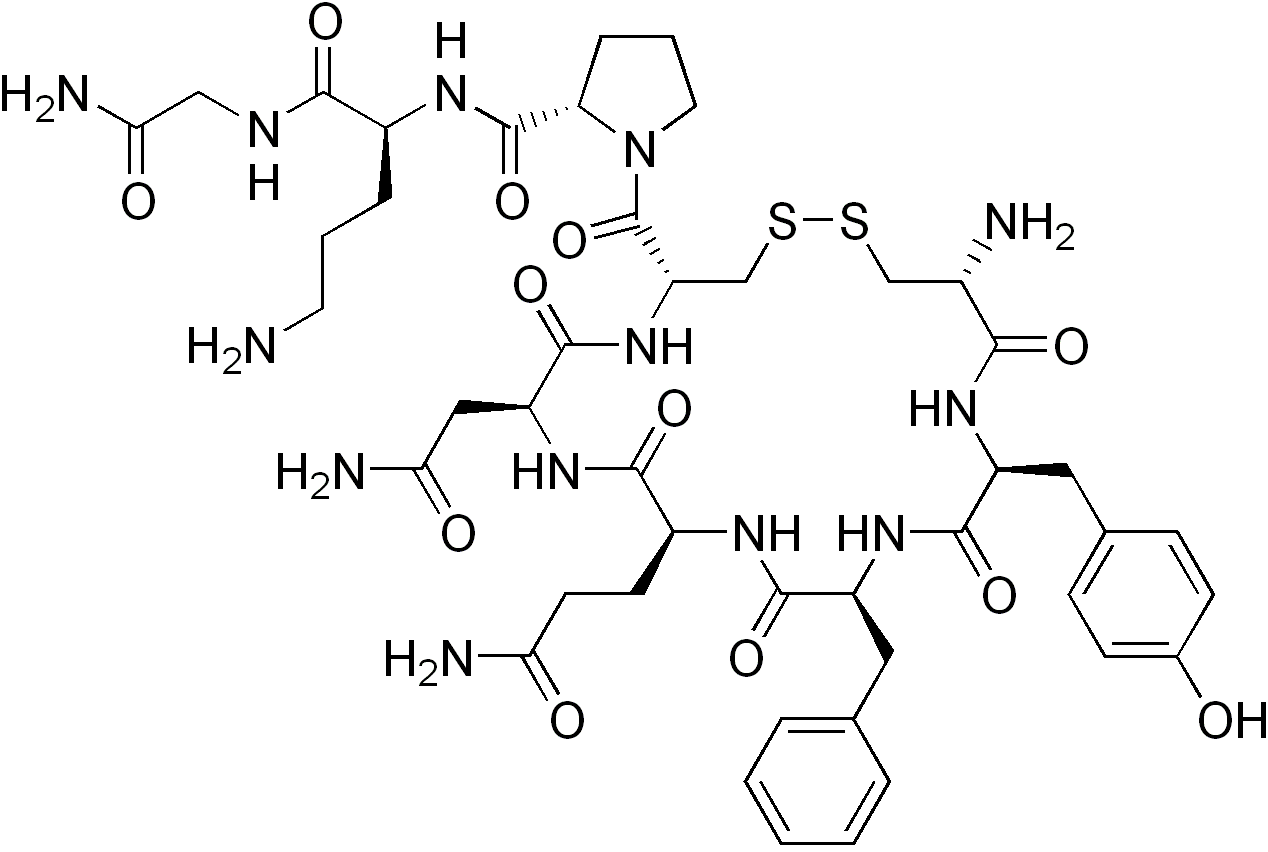

Ornipressina é um fármaco vasoconstritor que atua principalmente no sistema esplâncnico. Ele tem efeitos colaterais graves, como a colite isquêmica, que limita bastante o seu uso na prática médica.